# Paulin Malapert
Pour les articles homonymes, voir Malapert.
Paulin Malapert (né le 30 mai 1862 à Poitiers - mort le 6 décembre 1937 dans la même ville) est un philosophe et professeur de philosophie français. Disciple d'Henri Marion, il reste lu pour ses travaux d'éthologie humaine et de caractérologie.

## Biographie
Issu d'une famille de pharmaciens, il est reçu en 1885 à l'agrégation de philosophie. Affecté successivement au lycée de Châteauroux (1885-1886), au lycée de Coutances (1886-1889), au lycée Malherbe de Caen (1889-95), au collège Charles Rollin de Paris (1895-1898), il soutient en 1897 sa thèse de docteur ès lettres. À la rentrée suivante, il est affecté au lycée Louis le Grand de Paris où il enseignera pendant 27 ans.

## Psychologie et comportement humain
Comme Mill et Taine, Malapert pense que l'hérédité (et donc la race) a une part importante dans la détermination du caractère, mais que le caractère est également déterminé par les actions des individus. Il s'appuie sur les données psychologiques des années 1890 pour distinguer six genres primitifs de tempérament : les apathiques, les affectifs, les intellectuels, les actifs, les tempérés et les volontaires. René Le Senne et ses successeurs reprendront cette démarche, mais sur des bases plus systématiques, et en s'appuyant sur le traitement statistique de questionnaires soigneusement élaborés.

## Publications (sélection)
- Les éléments du caractère et les lois de leur recombinaison, éd. F. Alcan, Paris (1897)
- Aux jeunes gens, quelques conseils de morale pratique, éd. A. Colin (1900)
- Le caractère, éd. O. Doin, Paris (1902)
- Leçons de philosophie, éd. F. Juven (1907), et 6 rééditions aux éd. Hatier :
  - psychologie
  - épistémologie
- Préface à Henry René d'Allemagne, Prosper Enfantin et les grandes entreprises du XIXe siècle, Gründ, 1935